# 지하촌
지하촌(地下村)은 강경애의 단편소설이다. 1936년 3월 12일부터 4월 3일까지 <조선일보>에 연재되었다. 동네의 조무래기 아이들에게도 시달림을 당해야 하는 불구자 칠성이는 마을의 처녀 큰년이를 사랑했다. 어느날 그는 멀고 먼 읍에 가서 큰년이에게 줄 인조견 저고리감을 떠 가지고 다 죽다시피한 피곤한 몸으로 돌아와 보니, 억수같은 비는 다 가꾸어 놓은 조밭을 망쳐놓았고 큰년이는 바로 전날 시집을 갔다는 소식을 듣게 된다. 칠성이는 품속에 인조견 저고리감을 안고 한없이 울었다. 사회의 밑바닥을 파헤쳐, 강렬한 사회개혁의 의욕을 나타낸 작품이다.